# Casamansa

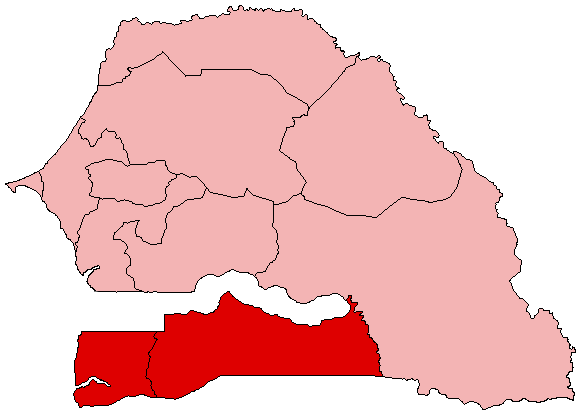
Localização da Casamansa no Senegal

Bandeira do Movimento das Forças Democráticas de Casamansa.

Casamansa (em francês, "Casamance") é uma região do Senegal localizada ao sul da Gâmbia e a norte da Guiné-Bissau, cortada pelo rio Casamansa (Casamance). Ziguinchor, localizada próxima ao litoral, é a cidade mais populosa e principal polo econômico.

## Geografia
É uma região de clima quente e de baixa altitude, com algumas montanhas no sudeste. A sua média anual de precipitação é superior à do restante Senegal, assemelhando-se, nesse caso, à Guiné-Bissau. Pode ser dividida em Baixa Casamansa (Região de Ziguinchor) e Alta Casamansa (Região de Sédhiou e Região de Kolda). A sua economia depende largamente do cultivo de arroz. O turismo também é importante, em razão das belas praias na costa marítima, particularmente no cabo Skirring.
Ziguinchor é a principal cidade de Casamansa, com cerca de um milhão de habitantes, sendo considerada uma das mais cosmopolitas do Senegal, pela diversidade de seus grupos étnicos, em que se destacam os diúlas, os Mandingas, os uolofes, os fulas, os Mancagne, os Manjack, os Soninquês, os Sererês e os Bainounck. Outras cidades importantes são as de Kolda, com 700 mil habitantes, e de Bignona, com 500 mil.
Uma língua crioula de base portuguesa é falada em Casamansa nos departamentos de Kolda e Ziguinchor. Segundo o Embaixador senegalês Charles Delgado, o nome da região (em francês, Casamance) de fato provém do português, Casamansa, que seria o nome original, dado por portugueses.

## História
A sua história moderna inicia-se em 1445, data da sua descoberta pelo navegador português Dinis Dias, que a denominou "Casamansa", que, na linguagem dos nativos significava "rei do rio dos Cassangas" ("mansa" com o significado de rei ou senhor). Outros historiadores sustentam, entretanto, que a descoberta da região se deu no ano seguinte (1446), por Antonio da Noli e Alvise Cadamosto, quando estes navegadores, por ordem do infante D. Henrique, percorreram a costa da foz do rio Geba.
O primeiro estabelecimento português na região foi Cacheu, povoação fundada no contexto da Dinastia Filipina em 1588, mas sujeita administrativamente ao arquipélago de Cabo Verde. Após a Restauração Portuguesa (1640), retomou-se o povoamento da região, com a fundação das povoações de Farim e Ziguinchor. A colonização portuguesa irradiou-se então a partir da foz dos rios Casamansa, Cacheu, Geba e Buda, centrada no comércio de escravos.
Como as demais, a feitoria em Ziguinchor destinava-se a implementar o comércio de escravos com o Reino de Gabu, que englobava, além da Casamansa, a Guiné-Bissau e a Gâmbia, compreendendo várias etnias, como a Jola (majoritária até aos nossos dias), a Fula, a Banta e a Manjaco.
A prosperidade do negócio atraiu comerciantes franceses já 1459. Posteriormente, no século XVIII, durante o consulado Pombalino, portugueses e franceses combateram entre si na região.
No último quartel do século XIX, no âmbito da Conferência de Berlim (1884-1885), que repartiu o continente africano entre ingleses, franceses, belgas, alemães, espanhóis e portugueses, estes últimos cederam aos franceses a região de Ziguinchor e de Casamansa (13 de maio de 1886). Em troca da cedência destes territórios, a França reconhecia a Portugal o direito de exercer a sua influência nos territórios entre as possessões portuguesas de Angola e de Moçambique (Mapa Cor-de-Rosa). A França cedeu a Portugal a região de Cacine, no sul da atual Guiné-Bissau.
Mais tarde, em 1908, os portugueses foram obrigados a ceder definitivamente a região à França, passando a ocupar apenas a Guiné. Casamansa tornou-se então uma colônia francesa, mas não integrada ao Senegal, sendo estabelecidas as fronteiras entre essa região e a colônia da Guiné Portuguesa (atual Guiné-Bissau), localizada ao sul. 
Após a Segunda Guerra Mundial, foi estabelecida a Federação do Mali, que congregava também o Senegal e a Casamansa. Em 1947, com a liberação das atividades políticas pelas autoridades coloniais, surgiram o Bloco Democrático Senegalês, sob o comando de Leopold Senghor, e o Movimento das Forças Democráticas da Casamansa (MFDC).
Proclamada a independência da Federação em 1958, o Mali, dois anos mais tarde, retirou-se da aliança porque exigia que a capital fosse Bamako ao invés de Dacar. Casamansa permaneceu unida ao Senegal por um documento que previa a sua ligação por duas décadas.

## A Questão de Casamansa
Em 1980, Senghor entendeu que, "para o bem das duas nações", Casamansa deveria continuar unida ao Senegal. Após a sua saída do poder, sendo o grupo étnico dominante em Casamansa os Jolas (ou Diolas), que tem sido pouco favorecido economicamente em relação ao restante do Senegal, ganharam forças as reivindicações pela independência, parcialmente influenciadas pelo processo de independência das antigas colónias portuguesas em África, entre 1974 e 1975. Em 1982, durante uma manifestação em Ziguinchor, capital da Casamansa, com a presença de mais de 100 mil pessoas de várias etnias reivindicando a independência da província, houve repressão pelas forças de segurança, tendo se registrado mais de mil mortos. Desde então, o MFDC tornou-se um movimento separatista que optou pela luta armada. O conflito entre o MFDC e o governo senegalês tem levado a uma série de enfrentamentos violentos, resultando em muitas mortes desde o final do século XX, com milhares de refugiados.
Como pano de fundo para a questão, analistas destacam que nos 32.350 quilômetros quadrados de Casamansa ocorrem vastas reservas de petróleo, o que tem chamado a atenção de diversas empresas estrangeiras, inclusive uma da Malásia, que adquiriu ao governo senegalês os direitos de sua exploração.
Embora o Senegal seja rico em fosfato, o país sobrevive graças à ajuda prestada regularmente pelo governo francês, e esses recursos permanecem na capital, não chegando às demais regiões. Devido às ligações históricas e culturais com a Guiné-Bissau, a língua portuguesa é atualmente um fator de resistência cultural em Casamansa. Do mesmo modo, também embora desde 1982, as hostilidades dos separatistas sejam dirigidas contra o governo de Dacar, a proximidade da fronteira guineense levou a que desde então também se tenham registrado incursões no território guineense, inclusive com a tomada de "tabancas" (aldeias), sequestros e assassinatos de cidadãos guineenses. A mais incursão deu-se em 1998, quando as forças separatistas de Casamansa apoiaram o falecido brigadeiro Ansumane Mané a afastar do poder o presidente João Bernardo Nino Vieira. Em seguida, com Kumba Ialá na presidência, os separatistas passaram a contar com o apoio estratégico da Guiné-Bissau.
Com a vitória nas eleições presidenciais de junho de 2005 na Guiné-Bissau, Nino Vieira acertou com o presidente do Senegal, Abdoulaye Wade, uma operação militar conjunta para erradicar o foco da guerrilha separatista. Para tanto, Vieira e Wade contaram com o apoio do comandante César Badiate, que se opunha a Salif Sadio dentro do MFDC e assinou um acordo de paz em 2004.
A solução para o conflito, e a paz na região é encarada pelos intervenientes como essencial para a normalização da prospecção e exploração petrolífera na região. Para a sua mediação, o Senegal, com o apoio da Guiné-Bissau, convidou o presidente da Gâmbia, Yaya Jammeh.